# مرغابی شمالگان خال‌دار
مرغابی شمالگان خال‌دار، مرغابی شمالگان استلر یا اردک خال‌دار استلر (نام علمی: Polysticta stelleri) نام یک گونه از زیرخانواده مرغابیان روآبچر است. این گونه مرغابی شیرجه‌زن مهاجر شمالگان است که در طول سواحل شرق روسیه و الاسکار زادآوری می‌کند. کمیاب‌ترین گونه، کوچک‌ترین، و سریع‌ترین پروازکننده از گونه‌های مرغابی شمالگان است.
به دلیل کاهش گسترده دامنه زادآوری، در سال ۱۹۹۷ جمعیت آلاسکا توسط اتحادیه جهانی حفاظت طبیعت در فهرست گونه‌های آسیب‌پذیر قرار گرفت. این گونه در روسیه و ایالات متحده آمریکا حمایت‌شده است و اتحادیه اروپا و سرویس ماهی و حیات وحش ایالات متحده آمریکا برنامه‌هایی را برای بازیابی آن دارند.